# Midtre Gauldal
Midtre Gauldal is een gemeente in de Noorse provincie Trøndelag. De gemeente telde 6319 inwoners in januari 2017.
Plaatsen in de gemeente:
- Gauldal
- Soknedal
- Støren

Åfjord · Flatanger · Frosta · Frøya · Grong · Heim · Hitra · Holtålen · Høylandet · Inderøy · Indre Fosen · Leka · Levanger · Lierne · Malvik ·  Melhus · Meråker · Midtre Gauldal · Nærøysund · Namsos · Namsskogan · Oppdal · Orkland · Ørland · Osen · Overhalla · Rennebu · Rindal · Røros · Røyrvik · Selbu · Skaun · Snåsa · Steinkjer · Stjørdal · Trondheim · Tydal · Verdal

Fylker van Noorwegen